# 1701 en philosophie
Chronologie de la philosophie
- 1697
- 1698
- 1699
- 1700
- 1701
- 1702
- 1703
- 1704
- 1705

L’année 1701 a été marquée, en philosophie, par les événements suivants :

## Publications
- Début de la publication de Théorie du monde idéal, (1701-4, 2 vol.) ouvrage capital de John Norris (philosophe).

- John Toland  : Anglia liberia.